# Eleições parlamentares de Cabo Verde de 2011
As eleições legislativas no Cabo Verde de 2011 foram realizadas em 6 de fevereiro de 2011 para eleger os 72 membros do parlamento. O Partido Africano da Independência de Cabo Verde (PAICV), liderado pelo primeiro-ministro José Maria Neves, governa desde 2001, ele enfrentou o principal partido da oposição o Movimento para a Democracia (MPD), liderado por Carlos Veiga. Apesar de problemas técnicos que impediram um anúncio rápido dos resultados oficiais, que rapidamente se tornou claro que o PAICV obteve uma maioria parlamentar, e Veiga, admitiu a derrota em 7 de fevereiro de 2011. A aceitação imediata da derrota da oposição, antes do anúncio oficial, foi visto como um sinal da força da democracia em Cabo Verde.

## Resultados Oficiais
| Partido                 | Partido                                         | Votos   | %               | +/-   | Deputados | +/-     |
| ----------------------- | ----------------------------------------------- | ------- | --------------- | ----- | --------- | ------- |
|                         | Partido Africano da Independência de Cabo Verde | 117 967 | 52,68 / 100,00  | 0,40  | 38 / 72   | 3       |
|                         | Movimento para a Democracia                     | 94 674  | 42,27 / 100,00  | 1,75  | 32 / 72   | 3       |
|                         | União Caboverdiana Independente e Democrática   | 9 842   | 4,39 / 100,00   | 1,75  | 2 / 72    | Estável |
|                         | Partido de Trabalho e Solidariedade             | 1 040   | 0,46 / 100,00   | Novo  | 0 / 72    | Novo    |
|                         | Partido Social Democrata                        | 429     | 0,19 / 100,00   | 0,22  | 0 / 72    | Estável |
| Votos Inválidos         | Votos Inválidos                                 | 2 990   | 1,32 / 100,00   | 1,36  |           |         |
| Total                   | Total                                           | 226 942 | 100,00 / 100,00 |       | 72 / 72   |         |
| Eleitorado/Participação | Eleitorado/Participação                         | 298 567 | 76,01 / 100,00  | 21,83 |           |         |
| Fonte                   | Fonte                                           | [ 2 ]   | [ 2 ]           | [ 2 ] | [ 2 ]     | [ 2 ]   |

## Resultados por Distrito Eleitoral
| Distrito                | %     | D     | %     | D   | %     | D    | %    | D   | %    | D   | D  | Votantes |
| Distrito                | PAICV | PAICV | MpD   | MpD | UCID  | UCID | PTS  | PTS | PSD  | PSD | D  | Votantes |
| ----------------------- | ----- | ----- | ----- | --- | ----- | ---- | ---- | --- | ---- | --- | -- | -------- |
| Distrito                |       |       |       |     |       |      |      |     |      |     | D  | Votantes |
| Boa Vista               | 52,90 | 1     | 45,76 | 1   | -     | -    | 1,34 | -   | -    | -   | 2  | 3 182    |
| Brava                   | 51,87 | 1     | 46,15 | 1   | 1,98  | -    | -    | -   | -    | -   | 2  | 2 879    |
| Fogo                    | 63,40 | 3     | 35,80 | 2   | 0,80  | -    | -    | -   | -    | -   | 5  | 16 041   |
| Maio                    | 40,73 | 1     | 59,27 | 1   | -     | -    | -    | -   | -    | -   | 2  | 3 463    |
| Sal                     | 43,43 | 1     | 47,07 | 2   | 6,72  | -    | -    | -   | -    | -   | 3  | 9 496    |
| Santiago Norte          | 54,73 | 8     | 43,00 | 6   | 1,23  | -    | 0,63 | -   | 0,42 | -   | 14 | 46 668   |
| Santiago Sul            | 54,43 | 11    | 43,73 | 8   | 1,57  | -    | -    | -   | 0,26 | -   | 19 | 62 657   |
| Santo Antão             | 50,33 | 3     | 45,78 | 3   | 3,11  | -    | 0,77 | -   | -    | -   | 6  | 21 852   |
| São Nicolau             | 45,42 | 1     | 51,29 | 1   | 2,64  | -    | 0,65 | -   | -    | -   | 2  | 6 326    |
| São Vicente             | 44,62 | 5     | 34,71 | 4   | 18,94 | 2    | 1,52 | -   | 0,22 | -   | 11 | 33 728   |
| África                  | 65,44 | 1     | 34,56 | 1   | -     | -    | -    | -   | -    | -   | 2  | 2 983    |
| América                 | 65,14 | 1     | 33,74 | 1   | 1,12  | -    | -    | -   | -    | -   | 2  | 6 175    |
| Europa e Resto do Mundo | 50,80 | 1     | 46,63 | 1   | 2,57  | -    | -    | -   | -    | -   | 2  | 11 492   |
| Cabo Verde              | 52,68 | 38    | 42,27 | 32  | 4,39  | 2    | 0,46 | -   | 0,19 | -   | 72 | 226 942  |

#### Boa Vista
| Partido                 | Partido                                         | Votos | %               | +/-  | Deputados | +/-     |
| ----------------------- | ----------------------------------------------- | ----- | --------------- | ---- | --------- | ------- |
|                         | Partido Africano da Independência de Cabo Verde | 1 658 | 52,90 / 100,00  | 0,80 | 1 / 2     | Estável |
|                         | Movimento para a Democracia                     | 1 434 | 45,76 / 100,00  | 0,54 | 1 / 2     | Estável |
|                         | Partido de Trabalho e Solidariedade             | 42    | 1,34 / 100,00   | Novo | 0 / 2     | Novo    |
| Votos Inválidos         | Votos Inválidos                                 | 48    | 1,51 / 100,00   | 0,32 |           |         |
| Total                   | Total                                           | 3 182 | 100,00 / 100,00 |      | 2 / 2     |         |
| Eleitorado/Participação | Eleitorado/Participação                         | 4 428 | 71,86 / 100,00  | 3,03 |           |         |

#### Brava
| Partido                 | Partido                                         | Votos | %               | +/-   | Deputados | +/-     |
| ----------------------- | ----------------------------------------------- | ----- | --------------- | ----- | --------- | ------- |
|                         | Partido Africano da Independência de Cabo Verde | 1 467 | 51,87 / 100,00  | 3,91  | 1 / 2     | Estável |
|                         | Movimento para a Democracia                     | 1 305 | 46,15 / 100,00  | 1,93  | 1 / 2     | Estável |
|                         | União Caboverdiana Independente e Democrática   | 56    | 1,98 / 100,00   | -     | 0 / 2     | -       |
| Votos Inválidos         | Votos Inválidos                                 | 51    | 1,77 / 100,00   | 0,05  |           |         |
| Total                   | Total                                           | 2 879 | 100,00 / 100,00 |       | 2 / 2     |         |
| Eleitorado/Participação | Eleitorado/Participação                         | 3 741 | 76,96 / 100,00  | 20,08 |           |         |

#### Fogo
| Partido                 | Partido                                         | Votos  | %               | Deputados |
| ----------------------- | ----------------------------------------------- | ------ | --------------- | --------- |
|                         | Partido Africano da Independência de Cabo Verde | 10 104 | 63,40 / 100,00  | 3 / 5     |
|                         | Movimento para a Democracia                     | 5 706  | 35,80 / 100,00  | 2 / 5     |
|                         | União Caboverdiana Independente e Democrática   | 128    | 0,80 / 100,00   | 0 / 5     |
| Votos Inválidos         | Votos Inválidos                                 | 103    | 0,64 / 100,00   |           |
| Total                   | Total                                           | 16 041 | 100,00 / 100,00 | 5 / 5     |
| Eleitorado/Participação | Eleitorado/Participação                         | 20 311 | 78,98 / 100,00  |           |

#### Maio
| Partido                 | Partido                                         | Votos | %               | +/-   | Deputados | +/-     |
| ----------------------- | ----------------------------------------------- | ----- | --------------- | ----- | --------- | ------- |
|                         | Movimento para a Democracia                     | 2 037 | 59,27 / 100,00  | 0,23  | 1 / 2     | Estável |
|                         | Partido Africano da Independência de Cabo Verde | 1 400 | 40,73 / 100,00  | 0,23  | 1 / 2     | Estável |
| Votos Inválidos         | Votos Inválidos                                 | 26    | 0,75 / 100,00   | 1,20  |           |         |
| Total                   | Total                                           | 3 463 | 100,00 / 100,00 |       | 2 / 2     |         |
| Eleitorado/Participação | Eleitorado/Participação                         | 4 128 | 83,89 / 100,00  | 10,69 |           |         |

#### Sal
| Partido                 | Partido                                         | Votos  | %               | +/-   | Deputados | +/-     |
| ----------------------- | ----------------------------------------------- | ------ | --------------- | ----- | --------- | ------- |
|                         | Movimento para a Democracia                     | 4 424  | 47,07 / 100,00  | 2,77  | 2 / 3     | 1       |
|                         | Partido Africano da Independência de Cabo Verde | 4 343  | 43,43 / 100,00  | 11,23 | 1 / 3     | Estável |
|                         | União Caboverdiana Independente e Democrática   | 632    | 6,72 / 100,00   | -     | 0 / 3     | -       |
| Votos Inválidos         | Votos Inválidos                                 | 97     | 1,02 / 100,00   | 0,65  |           |         |
| Total                   | Total                                           | 9 496  | 100,00 / 100,00 |       | 3 / 3     | 1       |
| Eleitorado/Participação | Eleitorado/Participação                         | 14 229 | 66,74 / 100,00  | 7,17  |           |         |

#### Santiago Norte
| Partido                 | Partido                                         | Votos  | %               | Deputados |
| ----------------------- | ----------------------------------------------- | ------ | --------------- | --------- |
|                         | Partido Africano da Independência de Cabo Verde | 25 196 | 54,73 / 100,00  | 8 / 14    |
|                         | Movimento para a Democracia                     | 19 793 | 43,00 / 100,00  | 6 / 14    |
|                         | União Caboverdiana Independente e Democrática   | 565    | 1,23 / 100,00   | 0 / 14    |
|                         | Partido de Trabalho e Solidariedade             | 288    | 0,63 / 100,00   | 0 / 14    |
|                         | Partido Social Democrata                        | 193    | 0,42 / 100,00   | 0 / 14    |
| Votos Inválidos         | Votos Inválidos                                 | 633    | 1,36 / 100,00   |           |
| Total                   | Total                                           | 46 668 | 100,00 / 100,00 | 14 / 14   |
| Eleitorado/Participação | Eleitorado/Participação                         | 58 158 | 80,24 / 100,00  |           |

#### Santiago Sul
| Partido                 | Partido                                         | Votos  | %               | Deputados |
| ----------------------- | ----------------------------------------------- | ------ | --------------- | --------- |
|                         | Partido Africano da Independência de Cabo Verde | 33 754 | 54,43 / 100,00  | 11 / 19   |
|                         | Movimento para a Democracia                     | 27 116 | 43,73 / 100,00  | 8 / 19    |
|                         | União Caboverdiana Independente e Democrática   | 976    | 1,57 / 100,00   | 0 / 19    |
|                         | Partido Social Democrata                        | 163    | 0,26 / 100,00   | 0 / 19    |
| Votos Inválidos         | Votos Inválidos                                 | 648    | 1,03 / 100,00   |           |
| Total                   | Total                                           | 62 657 | 100,00 / 100,00 | 19 / 19   |
| Eleitorado/Participação | Eleitorado/Participação                         | 78 751 | 79,56 / 100,00  |           |

#### Santo Antão
| Partido                 | Partido                                         | Votos  | %               | Deputados |
| ----------------------- | ----------------------------------------------- | ------ | --------------- | --------- |
|                         | Partido Africano da Independência de Cabo Verde | 10 788 | 50,33 / 100,00  | 3 / 6     |
|                         | Movimento para a Democracia                     | 9 814  | 45,78 / 100,00  | 3 / 6     |
|                         | União Caboverdiana Independente e Democrática   | 667    | 3,11 / 100,00   | 0 / 6     |
|                         | Partido de Trabalho e Solidariedade             | 166    | 0,77 / 100,00   | 0 / 6     |
| Votos Inválidos         | Votos Inválidos                                 | 417    | 1,91 / 100,00   |           |
| Total                   | Total                                           | 21 852 | 100,00 / 100,00 | 6 / 6     |
| Eleitorado/Participação | Eleitorado/Participação                         | 26 559 | 82,28 / 100,00  |           |

#### São Nicolau
| Partido                 | Partido                                         | Votos | %               | +/-   | Deputados | +/-     |
| ----------------------- | ----------------------------------------------- | ----- | --------------- | ----- | --------- | ------- |
|                         | Movimento para a Democracia                     | 3 172 | 51,29 / 100,00  | 1,79  | 1 / 2     | Estável |
|                         | Partido Africano da Independência de Cabo Verde | 2 809 | 45,42 / 100,00  | 1,50  | 1 / 2     | Estável |
|                         | União Caboverdiana Independente e Democrática   | 163   | 2,64 / 100,00   | -     | 0 / 2     | -       |
|                         | Partido de Trabalho e Solidariedade             | 40    | 0,65 / 100,00   | Novo  | 0 / 2     | Novo    |
| Votos Inválidos         | Votos Inválidos                                 | 142   | 2,25 / 100,00   | 2,05  |           |         |
| Total                   | Total                                           | 6 326 | 100,00 / 100,00 |       | 2 / 2     |         |
| Eleitorado/Participação | Eleitorado/Participação                         | 8 113 | 77,97 / 100,00  | 17,63 |           |         |

#### São Vicente
| Partido                 | Partido                                         | Votos  | %               | +/-   | Deputados | +/-     |
| ----------------------- | ----------------------------------------------- | ------ | --------------- | ----- | --------- | ------- |
|                         | Partido Africano da Independência de Cabo Verde | 14 835 | 44,62 / 100,00  | 2,18  | 5 / 11    | Estável |
|                         | Movimento para a Democracia                     | 11 541 | 34,71 / 100,00  | 1,28  | 4 / 11    | Estável |
|                         | União Caboverdiana Independente e Democrática   | 6 297  | 18,94 / 100,00  | 2,18  | 2 / 11    | Estável |
|                         | Partido de Trabalho e Solidariedade             | 504    | 1,52 / 100,00   | Novo  | 0 / 11    | Novo    |
|                         | Partido Social Democrata                        | 73     | 0,22 / 100,00   | -     | 0 / 11    | -       |
| Votos Inválidos         | Votos Inválidos                                 | 478    | 1,42 / 100,00   | 0,90  |           |         |
| Total                   | Total                                           | 33 728 | 100,00 / 100,00 |       | 11 / 11   |         |
| Eleitorado/Participação | Eleitorado/Participação                         | 45 802 | 73,64 / 100,00  | 15,15 |           |         |

#### África
| Partido                 | Partido                                         | Votos | %               | +/-   | Deputados | +/- |
| ----------------------- | ----------------------------------------------- | ----- | --------------- | ----- | --------- | --- |
|                         | Partido Africano da Independência de Cabo Verde | 1 905 | 65,44 / 100,00  | 7,44  | 1 / 2     | 1   |
|                         | Movimento para a Democracia                     | 1 006 | 34,56 / 100,00  | 10,42 | 1 / 2     | 1   |
| Votos Inválidos         | Votos Inválidos                                 | 72    | 2,41 / 100,00   | 3,06  |           |     |
| Total                   | Total                                           | 2 983 | 100,00 / 100,00 |       | 2 / 2     |     |
| Eleitorado/Participação | Eleitorado/Participação                         | 4 196 | 71,09 / 100,00  | 30,35 |           |     |

#### América
| Partido                 | Partido                                         | Votos | %               | +/-   | Deputados | +/- |
| ----------------------- | ----------------------------------------------- | ----- | --------------- | ----- | --------- | --- |
|                         | Partido Africano da Independência de Cabo Verde | 3 965 | 65,44 / 100,00  | 7,44  | 1 / 2     | 1   |
|                         | Movimento para a Democracia                     | 2 054 | 33,74 / 100,00  | 5,93  | 1 / 2     | 1   |
|                         | União Caboverdiana Independente e Democrática   | 68    | 1,12 / 100,00   | -     | 0 / 2     | -   |
| Votos Inválidos         | Votos Inválidos                                 | 88    | 1,43 / 100,00   | 1,25  |           |     |
| Total                   | Total                                           | 6 175 | 100,00 / 100,00 |       | 2 / 2     |     |
| Eleitorado/Participação | Eleitorado/Participação                         | 7 994 | 77,25 / 100,00  | 50,09 |           |     |

#### Europa e Resto do Mundo
| Partido                 | Partido                                         | Votos  | %               | +/-   | Deputados | +/-     |
| ----------------------- | ----------------------------------------------- | ------ | --------------- | ----- | --------- | ------- |
|                         | Partido Africano da Independência de Cabo Verde | 5 743  | 50,80 / 100,00  | 2,58  | 1 / 2     | Estável |
|                         | Movimento para a Democracia                     | 5 272  | 46,63 / 100,00  | 2,14  | 1 / 2     | Estável |
|                         | União Caboverdiana Independente e Democrática   | 290    | 2,57 / 100,00   | -     | 0 / 2     | -       |
| Votos Inválidos         | Votos Inválidos                                 | 187    | 1,63 / 100,00   | 0,80  |           |         |
| Total                   | Total                                           | 11 492 | 100,00 / 100,00 |       | 2 / 2     |         |
| Eleitorado/Participação | Eleitorado/Participação                         | 22 157 | 51,87 / 100,00  | 36,39 |           |         |